# Střelice (okres Znojmo)
Obec Střelice (německy Strzelitz) se nachází v okrese Znojmo v Jihomoravském kraji. Žije zde 172 obyvatel.
Sousedními obcemi sídla jsou Rozkoš, Jiřice u Moravských Budějovic, Hostim, Jevišovice, Slatina, Boskovštejn a Černín.

## Historie
První písemná zmínka o obci pochází z roku 1361.

## Pamětihodnosti
- Kaple Svaté Rodiny
- Zvonička
- Starý hrad u Jevišovic, významná pravěká archeologická lokalita v katastru obce.
- Němčický dvůr - památkově chráněn od roku 2021